# Дорћол-Менхетн
„Дорћол-Менхетн“ је српски филм из 2000. године, у којем главне улоге тумаче Катарина Жутић, Далибор Андонов Гру, Ања Поповић, Гордан Кичић, Хана Јовчић, Данијела Врањеш и Тома Курузовић. Режирала га је Исидора Бјелица, која је написала и сценарио. Овај контроверзни филм, чија је главна тема секс, сниман је на Дорћолу.

## Радња
Прича о српским редитељима и глумицама у време НАТО агресије. Радњу филма чини прича о два несрећна љубавна пара, од којих један живи на Дорћолу, а други на Менхетну. На два краја зараћеног света, решавају своје креативне и егзистенцијалне дилеме у кревету, секс-терапијом. Пошто им то не успева одлучују да промене средину и да наставе са истом терапијом на било ком месту.
Пар са Дорћола жели да се пресели у САД, а пар са Менхетна, жели да се врати на Дорћол, на којем су живели пре одласка у САД.

## Улоге
| Глумац              | Улога           |
| ------------------- | --------------- |
| Катарина Жутић      | Светлана — Цеца |
| Далибор Андонов Гру | Петар — Пеца    |
| Ања Поповић         | Мики            |
| Гордан Кичић        | Рики            |
| Хана Јовчић         | Сали            |
| Данијела Врањеш     | Стела           |
| Тома Курузовић      | Чика Васа       |